# Real Madrid Club de Fútbol 1953-1954
Questa voce raccoglie le informazioni riguardanti il Real Madrid Club de Fútbol nelle competizioni ufficiali della stagione 1953-1954.

## Stagione
Nella Primera Divisiòn il Real Madrid ha vinto il suo terzo titolo, a 21 anni di distanza dal precedente, mentre in Coppa del Generalissimo è stato eliminato in semifinale dal Barcellona.

## Rosa
| N. |                   | Ruolo | Calciatore       |
| -- | ----------------- | ----- | ---------------- |
|    | Spagna (bandiera) | P     | Juanito Alonso   |
|    | Spagna (bandiera) | P     | Juanito          |
|    | Spagna (bandiera) | P     | Cosme            |
|    | Spagna (bandiera) | D     | Joaquín Navarro  |
|    | Spagna (bandiera) | D     | Joaquín Oliva    |
|    | Spagna (bandiera) | D     | José Becceril    |
|    | Spagna (bandiera) | D     | Félix Carrillo   |
|    | Spagna (bandiera) | D     | Aurelio Campa    |
|    | Spagna (bandiera) | D     | Arturo Seoane    |
|    | Spagna (bandiera) | D     | Rafael Lesmes    |
|    | Spagna (bandiera) | C     | Miguel Muñoz     |
|    | Spagna (bandiera) | C     | Juan Vázquez     |
|    | Spagna (bandiera) | C     | Sergio Rodríguez |

| N. |                      | Ruolo | Calciatore           |
| -- | -------------------- | ----- | -------------------- |
|    | Spagna (bandiera)    | C     | Eduardo Sobrado      |
|    | Spagna (bandiera)    | A     | Paco Gento           |
|    | Spagna (bandiera)    | A     | Adolfo Atienza       |
|    | Spagna (bandiera)    | A     | Miguel Cabrera       |
|    | Spagna (bandiera)    | A     | Joseíto              |
|    | Irlanda (bandiera)   | A     | Luis Molowny         |
|    | Spagna (bandiera)    | A     | Enrique Mateos       |
|    | Argentina (bandiera) | A     | Roque Olsen          |
|    | Spagna (bandiera)    | A     | José Luis Pérez-Payá |
|    | Marocco (bandiera)   | A     | Heliodoro Castaño    |
|    | Argentina (bandiera) | A     | Héctor Rial          |
|    | Argentina (bandiera) | A     | Alfredo di Stéfano   |

## Risultati

### Primera División

#### Girone di andata
| Arbitro: | Echeverria |

|                     |           |  |
| Olsen 2’ Britos 82’ | Marcatori |  |

| Arbitro: | Arqué Martin |

|                        |           |                                  |
| Venancio 40’ Zarra 74’ | Marcatori | Britos 14’ Joseíto 41’ Olsen 81’ |

### Copa del Generalísimo
| Vitoria 2 maggio 1954 Ottavi di finale - andata | Alavés | 1 – 2 | Real Madrid |  |

| Madrid 9 maggio 1954 Ottavi di finale - ritorno | Real Madrid | 7 – 0 | Alavés |  |

| Santander 16 maggio 1954 Quarti di finale - andata | Racing Santander | 3 – 1 | Real Madrid |  |

| Madrid 16 maggio 1954 Quarti di finale - ritorno | Real Madrid | 3 – 0 | Racing Santander |  |

| Madrid 6 giugno 1954 Semifinale - andata | Real Madrid | 1 – 0 | Barcellona |  |

| Barcellona 6 giugno 1954 Semifinale - ritorno | Barcellona | 3 – 1 | Real Madrid |  |